# قط الدخيل

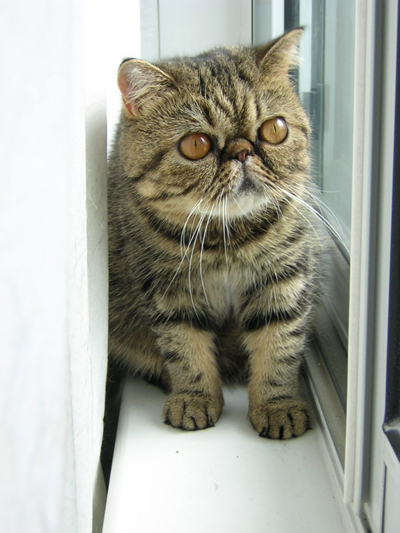

قط الدخيل (بالإنجليزية: Exotic Shorthair) ، هو قط قصير الشعر، يُعتبر نسخة محورّة من القط الفارسي ويتميز بالوجه المسطح نفسه والصوت القصير الحاد، ولكن الجلد السميك، ذو الشعر الكثيف القصير، يعطيه مرأى دمية الدب الذي يلعب به الأطفال «Teddy Bear».
وقد ورث هذا القط عن أجداده شخصية شديدة الهدوء، ولكن برامج التزاوج الحديثة، التي أجريت منذ نحو عشرين عاماً، أدت إلى ظهور سلالات جديدة أكثر نشاطاً وفضولاً.
وقد هُجنت بعض أنواع هذه السلالة من القطط، بتناسل القط البورمي أو القط البريطاني أو الأمريكي قصير الشعر. وحتى القط الروسي الأزرق استخدمه بعض المربين في التهجين بغرض تثبيت صفة الشعر القصير، ولكن الهجين الوحيد المعترف به هو الفارسي الأصل. وقد اعترف بهذه السلالة فعلياً في عام 1967.
ولا يكاد يُسمع لهذا القط صوت، وهو قط مثالي يمكن اعتباره رفيقاً هادئاً لطيفاً مسالماً، ووفياً مخلصاً. يحيا حياة سهلة، لا يجهد نفسه في شيء ولا يبدو أن شيئاً يزعجه. وهو في غاية الرقة، فإذا كان يرجو شيئاً من صاحبه فعل ذلك دون إلحاح، وجلس أمامه ناظراً إلى عينيه. وهو يتبع صاحبه من مكان إلى آخر ليكون بجانبه. ومن ناحية أخرى فهو قط مرح يحب اللعب، مثله في ذلك مثل باقي السلالات. والذكر بوجه عام أكثر رقة ولطفاً من الأنثى، التي قد تبدو متحفظة منعزلة بعض الشيء؛ وهي تبدو دائماً مشغولة بأشياء أكثر أهمية من معانقة أو ملاطفة صاحبها. وهذا النوع من القطط ينمو ببطء نسبى مقارنة بالسلالات الأخرى.
ومما يذكر أن هذا القط قد يتعرض للأمراض نفسها التي يتعرض لها القط الفارسي، وأهمها الفك غير المتماثل، والذي يؤثر على القط في الأكل والعض، وقد يؤدى أيضاً إلى مشاكل في صحة الأسنان. ومن الأمراض الأخرى مشاكل الجيوب الأنفية والقنوات الدمعية وأمراض العيون. وهذه الأمراض منتشرة بين القط الفارسي والسيامي، وليس لها سبب وراثي ولكنها نتيجة لكبر حجم العين وزيادة المساحة المعرّضة منها للجو الخارجي.